# La Vérité sur Bébé Donge
La Vérité sur Bébé Donge is een Franse film van Henri Decoin die werd uitgebracht in 1952.
Deze film is de derde en laatste film van Decoin die gebaseerd is op een roman van Georges Simenon. De roman waarvan de titel werd overgenomen voor de film, verscheen in 1942. De twee andere films werden in de jaren veertig gemaakt: Les Inconnus dans la maison in 1942 en L'Homme de Londres in 1943.
Voor het eerst sinds hun scheiding in 1941 deed Decoin opnieuw een beroep op zijn ex-vrouw Danielle Darrieux.

## Verhaal
François Donge is een rijke industrieel uit de provincie. Hij is een man van middelbare leeftijd die stevig en graag in het leven staat en die van vrouwen houdt. Op een dag ontmoet hij in Parijs Élisabeth, een jonge en mooie vrouw die de zus blijkt te zijn van Jeanne, de verloofde van zijn broer Georges. François die nochtans korte liefdesavontuurtjes verkiest, raakt in de ban van haar vrolijke uitstraling. Ze treden in het huwelijk. 
Maar algauw voelt de passionele 'Bébé' zich onbevredigd en onbegrepen door haar man die haar geen aandacht schenkt en er minaressen op na blijft houden. Tien jaar later wordt François opgenomen in het ziekenhuis wegens een ernstige voedselvergiftiging. In werkelijkheid heeft Bébé hem vergiftigd. 
Tijdens zijn lange doodstrijd overschouwt François zijn leven met Élisabeth. Hij beseft dat hij tekortgeschoten is tegenover haar.

## Rolverdeling
| Acteur            | Personage           | Beschrijving                  |
| ----------------- | ------------------- | ----------------------------- |
| Jean Gabin        | François Donge      | een rijke industrieel         |
| Danielle Darrieux | Élisabeth Donge     |                               |
| Gabrielle Dorziat | mevrouw d'Ortemont  | de koppelaarster              |
| Claude Génia      | Jeanne Donge        | de vrouw van Georges          |
| Marcel André      | Drouin              | onderzoeksrechter             |
| Jacques Castelot  | Jalabert            | dokter                        |
| Daniel Lecourtois | Georges Donge       | broer van François            |
| Madeleine Lambert | mevrouw d'Onneville |                               |
| Juliette Faber    | Marthe              | de verpleegster               |
| Jacqueline Porel  | Françoise de P.     |                               |
| Gaby Bruyère      |                     | de vrouw van de taxi          |
| Meg Lemonnier     |                     | de secretaresse van de dokter |
| Alinda Kristensen | mevrouw Flament     |                               |
| Yvonne Claudie    |                     | de bridgespeelster            |